# Micul rombicosidodecaedru complex
În geometrie micul rombicosidodecaedru complex este un compus poliedric uniform degenerat, având 62 de fețe (20 de triunghiuri, 30 de pătrate și 12 pentagrame), 120 de laturi (dublate)  și 20 de vârfuri. Fețele formate din câte două muchii suprapuse sunt considerate din punct de vedere topologic fețe. Un poliedru neconvex are fețe care se intersectează care nu reprezintă laturi sau fețe noi. Doar cele marcate cu sfere aurii sunt vârfuri, iar cele cu linii argintii sunt laturi.
În fiecare vârf se întâlnesc câte douăsprezece fețe: câte trei triunghiuri și trei pentagrame, care formează fațetele triunghiulare externe, și câte șase pătrate, care formează fețele interne. Poate fi construit din marele icosaedru prin cantelare.

## Văzut drept compus
Micul rombicosidodecaedru complex poate fi văzut ca un compus format din micul icosidodecaedru ditrigonal și un compus de cinci cuburi, cu muchiile lor contopindu-se, în ele întâlnindu-se câte 4 fețe. Micul rombicosidodecaedru complex seamănă cu un mic icosidodecaedru ditrigonal, deoarece compusul de cinci cuburi este conținut complet în interiorul micului icosidodecaedru ditrigonal.
|                                  |                        |          |
| Micul icosidodecaedru ditrigonal | Compus de cinci cuburi | Compusul |

## Mărimi asociate

### Coordonate carteziene
Având în comun vârfurile cu micul icosidodecaedru ditrigonal, coordonatele carteziene ale vârfurilor compusului cu lungimea laturii 2, centrat în origine, sunt toate permutările ale: 
{\displaystyle \left(\,\pm 1,\,\pm 1,\,\pm 1\,\right)}
{\displaystyle \left(\,\pm \varphi ,\,\pm (\varphi -1),\,0\,\right)}
unde {\displaystyle \varphi ={\frac {1+{\sqrt {5}}}{2}}} este secțiunea de aur.

### Raza sferei circumscrise
Raza sferei circumscrise este și ea egală cu raza micului icosaedru ditrigonal. Pentru lungimea laturii egală cu a, ea este:
{\displaystyle R={\frac {\sqrt {3}}{2}}\,a\approx 0,866025\,a.}